# Mykwa w Czudcu
Mykwa w Czudcu – budynek dawnej mykwy żydowskiej w Czudcu w województwie podkarpackim.

## Historia
Mykwę zbudowano przed 1918 rokiem. W 1925 roku, w związku ze złym stanem budynku i potrzebą jego wyremontowania, został on wynajęty przez gminę żydowską Samuelowi Bertramowi na 3 lata. Remont wykonano w 1935 roku dzięki pomocy Reginy Willner. Przed jego zakończeniem oprócz łaźni znajdowało się tu również mieszkanie Ryfki Bertram, wdowy po dawnym dzierżawcy. Mykwa swoją pierwotną funkcję pełniła do II wojny światowej. Po zakończeniu wojny umieszczono w niej urząd pocztowy, a następnie rzemieślnicze zakłady usługowe.
W latach 2012–2015 budynek przeszedł generalny remont, w ramach którego m.in. wymieniono całą konstrukcję dachu oraz wewnętrzne tynki i posadzki. Dawna mykwa zyskała nową elewację, została również ocieplona. W 2015 roku mieściło się w niej mieszkanie komunalne, resztę pomieszczeń wykorzystywał Polski Związek Emerytów, Rencistów i Inwalidów.

## Architektura
Budynek murowany z kamienia i cegły, jednopiętrowy, otynkowany. Został założony na planie prostokąta i ustawiony kalenicowo. Pierowotnie dwutraktowy, z sienią przelotową, a następnie półtoratraktowy. Dach dwuspadowy.
W budynku nie zachowało się pierwotne wyposażenie. Do obiektu doprowadzono instalację elektryczną, gazową, kanalizacyjną i wodociągową.